# Prasinocyma approximata
Prasinocyma approximata är en fjärilsart som beskrevs av Louis Beethoven Prout 1913. Prasinocyma approximata ingår i släktet Prasinocyma och familjen mätare. Inga underarter finns listade i Catalogue of Life.